# Vânătorii în zăpadă
Vânătorii în zăpadă (în neerlandeză Jagers in de Sneeuw), cunoscută și sub numele de „Întoarcerea vânătorilor”, este o pictură în ulei pe lemn din 1565 realizată de Pieter Bruegel cel Bătrân. Lucrarea este una dintr-o serie de lucrări, dintre care cinci încă există, care prezintă diferite momente ale anului. Pictura se află în colecția Muzeului Kunsthistorisches din Viena, Austria. Această scenă este prezentată în adâncurile iernii în perioada decembrie-ianuarie.

## Context și origini
Vânătorii din zăpadă și seria de care aparține este din tradiția medievală și timpurie renascentistă a lucrătorilor lunilor: reprezentări ale diferitelor activități rurale și lucrări înțelese de un spectator în perioada lui Bruegel, reprezentând diferitele luni sau ore al anului.

## Descrierea și compoziția
Pictura prezintă o scenă de iarnă în care trei vânători se întorc dintr-o expediție însoțiți de câinii lor. Conform peisajului, excursia nu a avut succes; vânătorii par să fie obosiți, iar câinii par asupriți și mizerabili. Un bărbat poartă cadavrul mic al unei vulpi care ilustrează faptul că vânătoarea nu a avut succes. În fața vânătorilor în zăpadă sunt amprentele unui iepure care a scăpat sau a fost pierdut de vânători. Impresia vizuală generală este cea a unei zile liniștite și reci; culorile sunt alb și gri, copacii sunt goliți de frunze, iar fumul se înalță în văzduh. Câțiva adulți și un copil pregătesc mâncare într-un han cu un grătar în afara lui. Sunt interesante vârfurile de munte care nu există în Belgia sau Țările de Jos.
Peisajul în sine este o vale cu fund plat (un râu se strecoară de-a lungul ei), cu vârfuri ciupite vizibile pe partea îndepărtată. Se vede o moară de apă cu roata înghețată înțepenită. În depărtare, câteva personaje patinează, joacă hochei cu crose în stil modern și joacă curling pe un lac înghețat; aceste personaje sunt redate ca siluete.

## Interpretare și recepție
Scriind în secțiunea „Opinii” a revistei Nature, istoricul de artă Martin Kemp subliniază că vechii maeștri sunt subiecte populare pentru vederile de Crăciun și afirmă că „probabil nici un subiect secular nu este mai popular decât Vânătorii în zăpadă”. 
Pictura este subiectul poeziei poetului modernist William Carlos Williams „Vânătorul în zăpadă”.  Vânătorii în zăpadă a fost folosit extensiv în filmele Solaris (1972) și Oglinda (1974) ale regizorului rus Andrei Tarkovski și în filmul Melancholia (2011) al lui Lars von Trier. Apare, de asemenea, în filmul Dans la ville blanche (1983) al lui Alain Tanner. A fost o sursă de inspirație pentru filmul Un porumbel stătea pe o ramură reflectând asupra existenței (2014) al lui Roy Andersson și este baza primului cadru al celor 24 de cadre (2017) ale lui Abbas Kiarostami. 
Picturile din ciclul Lunile anului sunt:

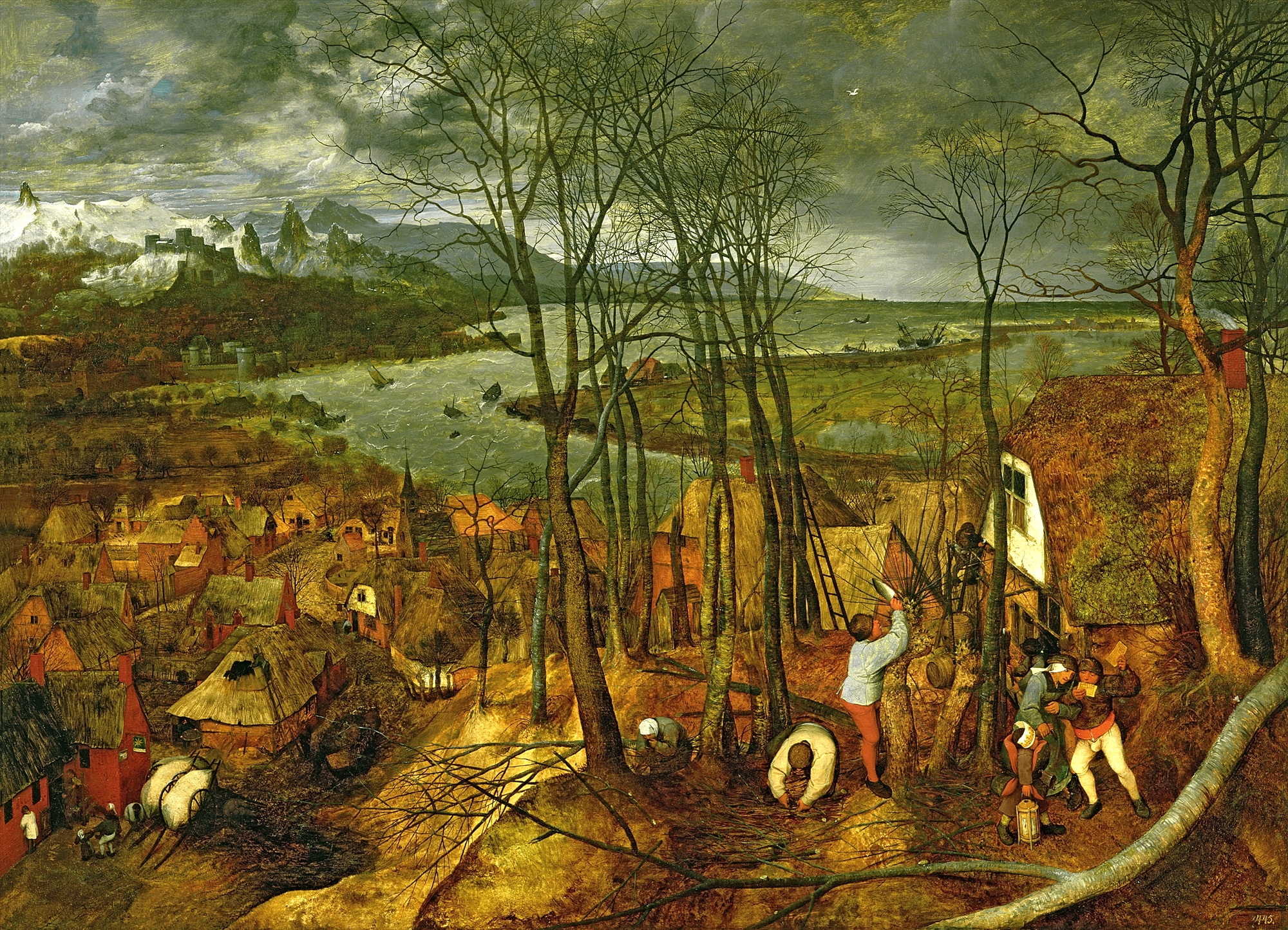
Ziua însorită
Culegătorii
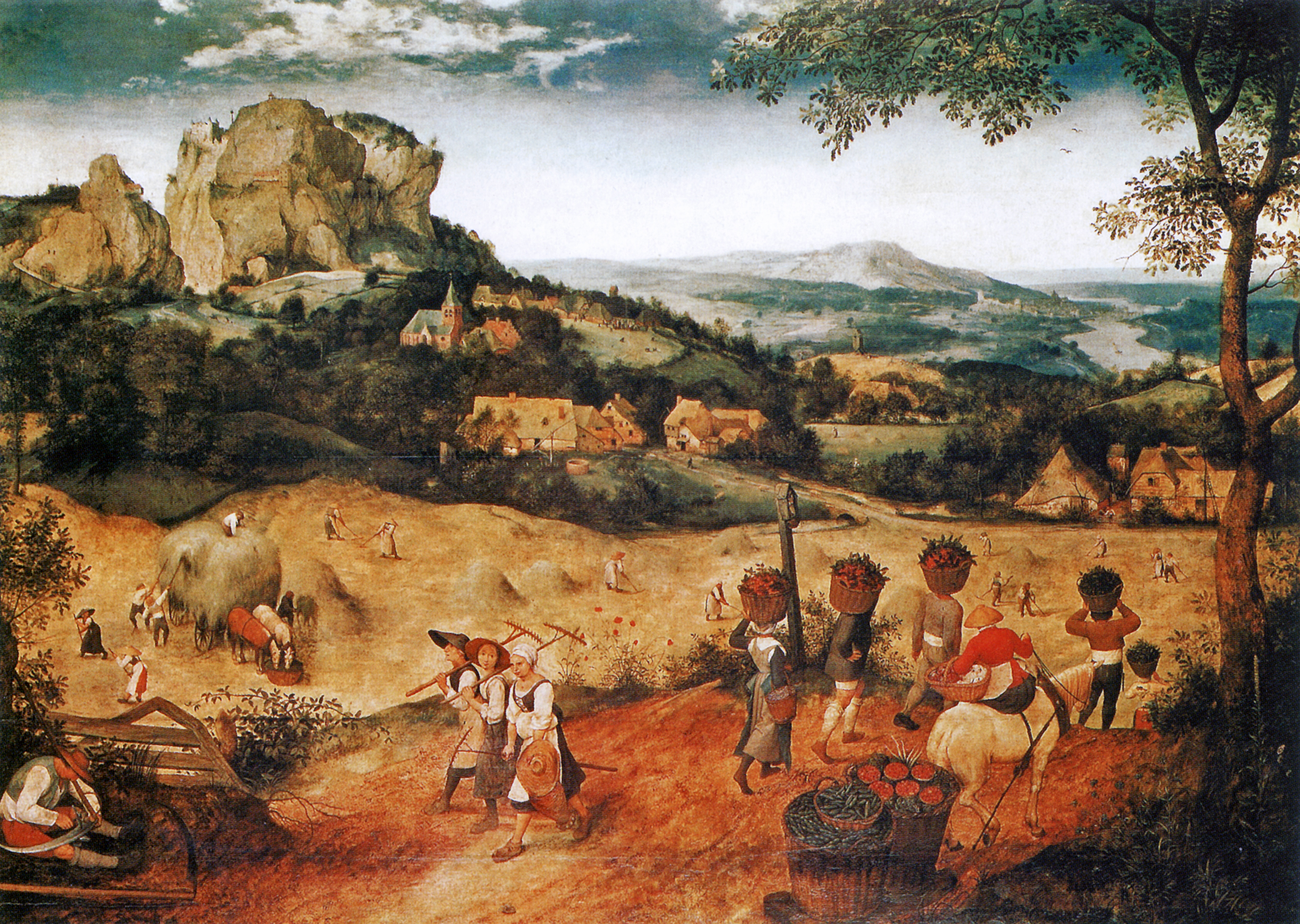
Recoltarea fânului
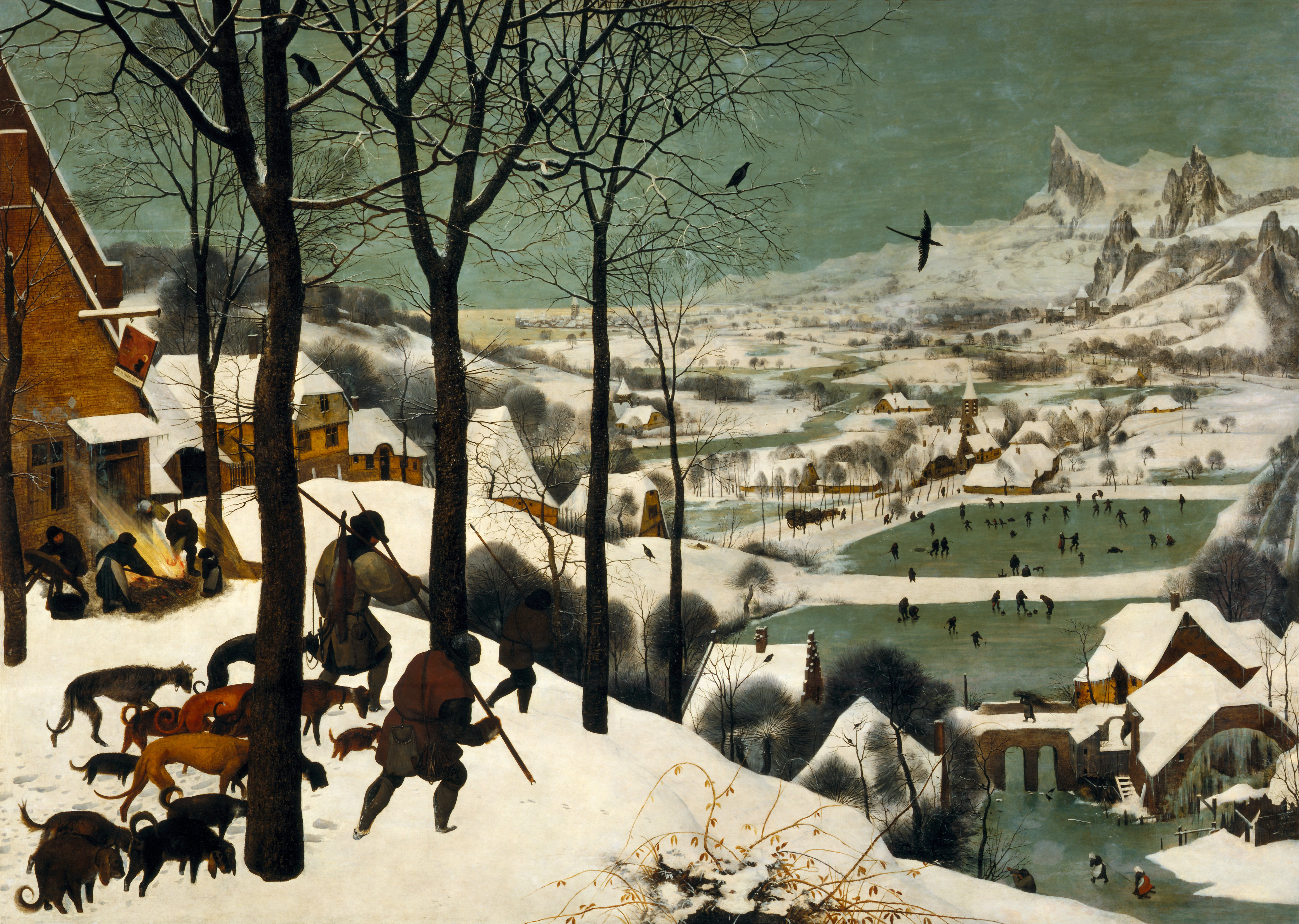
Vânătorii în zăpadă
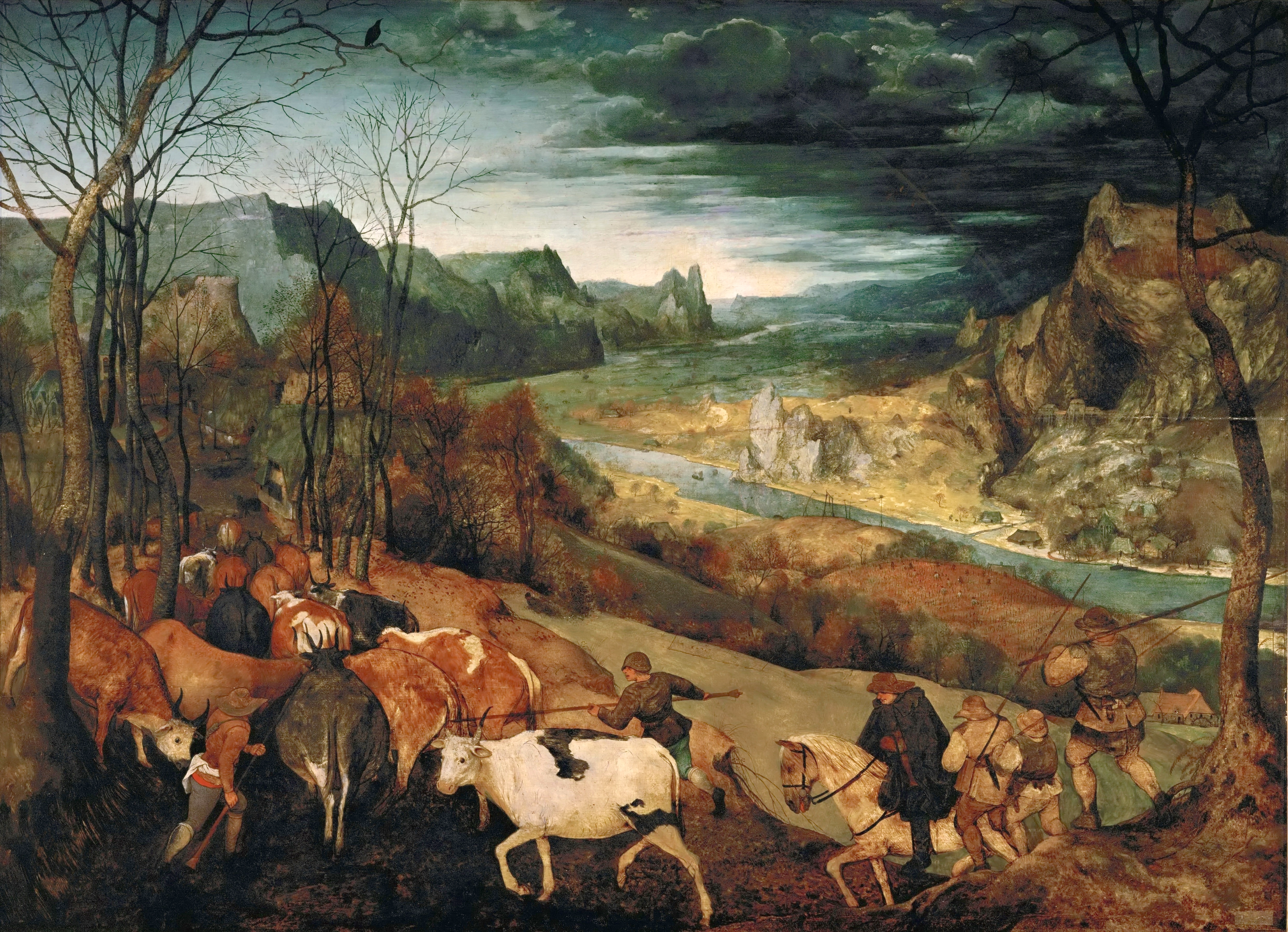
Reîntoarcerea turmei